# أيدين سايلي
أيدين سايلي (2 أيار 1913 - 15 تشرين الأول 1993 م) كان مؤرخًا علميًا تركيًا بارزًا. تظهر صورة سايلي على ظهر الورقة النقدية التركية بقيمة 5 ليرات والتي صدرت في عام 2009. كان أول من حصل على درجة الدكتوراه في العالم في مجال تاريخ العلوم.

## الحياة المهنية
بدأ سَيلِي العمل في قسم الفلسفة بجامعة أنقرة عام 1943. أصبح أستاذًا مشاركًا في عام 1946، ثم أستاذًا كاملاً في عام 1952. وفي عام 1958 رُقِّي إلى درجة أستاذ متميّز. تقاعد سَيلِي في عام 1983، وعُيِّن رئيسًا لمركز الثقافة الأتاتوركية في عام 1984، واستمرّت فترته حتى عام 1993. كما شغل عضوية كل من الجمعية التاريخية التركية والأكاديمية الدولية لتاريخ العلوم.

## الجوائز
في عام 1973، حصل أيدين سايلي من الحكومة البولندية على ميدالية كوبرنيكوس لعمله على عالم الفلك البولندي نيكولاس كوبرنيكوس.
في عام 1977، حصل على جائزة الخدمة طيبطوق (TÜBİTAK). وفي عام 1980 اختِير عضوًا في اللجنة التحريرية الدولية لليونسكو. في عام 1981، حصل على جائزة الخدمة الممتازة من جامعة إسطنبول، وفي عام 1990 كُرم بجائزة اليونسكو لإنجازاته مدى الحياة.

## الوفاة
توفي سايلي نتيجة نوبة قلبية في أنقرة في 15 تشرين الأول 1993، عن عمر يناهز 80 عامًا. دُفن في مقبرة جيبجي في أنقرة في 18 تشرين الأول 1993 م.

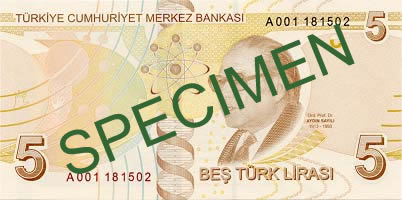
ظهر ورقة نقدية من فئة 5 ليرات تركية (2009)

## الأعمال
نُشرت أعمال سايلي باللغات التركية والإنجليزية والعربية والفارسية.
- المرصد في الإسلام ، دار أرنو للنشر، يونيو 1981، جزء من سلسلة تطور العلم: مصادر تاريخ العلم ؛(ردمك 0-405-13951-9)
- مقالة «الضرورات المنطقية في المعادلات المختلطة لعبد الحميد ابن تُرك والجبر في عصره»؛ إعادة طباعة لطبعة أنقرة، مطبعة الجمعية التاريخية التركية، 1962، معهد تاريخ العلوم العربية والإسلامية، فرانكفورت أم ماين، 1997.